# Група Амура

Зеленим кольором позначено приблизне розташування орбіт астероїдів групи Амура на тлі орбіт внутрішніх планет Сонячної Системи, червоним позначено Марс

група Аму́ра (також аму́ри, аму́рці) — група астероїдів із відстанями у перигелії 1,017 < Q < 1,3 а.о., одна з груп навколоземних астероїдів. Назва походить від назви одного з її представників — 1221 Амура.
Орбіти цих астероїдів лежать зовні за орбітою Землі і вони можуть лише наближатися до нашої планети, але не перетинають її орбіту. Проте завдяки збуренням деякі з них можуть перейти до групи Аполлона — астероїдів, що перетинають орбіту Землі.

## Склад групи
На 2010 рік було відомо понад 2000 астероїдів групи Амура, з них майже 200 мали постійний номер, а понад 60 — власну назву.
Амури, як і інші навколоземні астероїди, невеликі за розмірами. Найбільший серед них, 1036 Ганімед, має діаметр 38 км.
1221 Амур, чию назву отримала вся група, п'ятий за порядком відкриття у ній.
Першим відкритим астероїдом цієї групи є 433 Ерос. Його було відкрито у 19 сторіччі.

## Дослідження
Для досліджень Ероса 1996 року NASA було запущено космічний апарат NEAR Shoemaker (англ. Near Earth Asteroid Rendezvous - «Зустріч з навколоземним астероїдом»). Цей апарат після прольоту через пояс астероїдів вийшов на орбіту Ероса і протягом року, поступово знижуючись, виконував його дослідження. Було здійснено фотографування, сканування поверхні лазерними імпульсами (для точних вимірів форми) та дослідження хімічного складу за допомогою рентгенівських та гамма-спектрометрів. 
Після завершення програми досліджень апарат навіть здійснив успішну посадку на поверхню астероїда, хоча це не було передбачено ні програмою польоту, ні конструкцією апарата.